# Caserne Richepanse
La caserne Richepanse est une ancienne caserne située à Rouen, en France. En janvier 1974, elle prend le nom de quartier Pélissier.

## Localisation
La caserne Richepanse est située dans le département français de la Seine-Maritime, sur la commune de Rouen, rue de Chanzy, dans le quartier Saint-Clément - Jardin-des-Plantes.

## Historique

### L'usage militaire
La construction d'une caserne de cavalerie est décidée par la conseil municipal de Rouen le 7 février 1879. Elle est construite de mars 1882 à octobre 1884. L'écurie principale permet de recevoir 224 chevaux, les quatre autres pouvant en recevoir 140 chacune. Appelée initialement caserne de Trianon, la caserne a pris le nom du général Antoine Richepanse (1770-1802). 
En octobre 1885, une épidémie de fièvre typhoïde oblige à faire évacuer la caserne pendant 48 jours.
Elle a hébergé :
- de 1874 à avril 1914, le 7e régiment de chasseurs à cheval[5],
- le 6e régiment de chasseurs à cheval,
- de 1884 à ?, le 12e régiment de chasseurs à cheval,
- de 1924 à octobre 1927, le 522e régiment de chars de combat,
- le Centre mobilisateur de chars de combat n°513 (CMCC 513),
- de 1948 à ?, le 406e régiment d'artillerie anti-aérienne,
- de avril 1963 à 1967, le 12e régiment du génie,
- de 1967 à 1973, le 71e régiment du génie,
- de 1974 à 1990, le 39e régiment d'infanterie.

Le 8 juin 1940, un obus allemand tombe dans la caserne.
En octobre 1955, des soldats de la caserne Richepanse se révoltent contre leur envoi en Algérie,,,,.

### L'usage civil
En 1997, les bâtiments sont rendus à un usage civil. De 2000 à 2002, ils accueillent provisoirement le collège Barbey-d'Aurevilly.
Les bâtiments sont occupés aujourd'hui en partie par des services de la Ville de Rouen, regroupés sur ce site sous l'appellation de « centre municipal Charlotte-Delbo ».